# Neblinichthys
Neblinichthys är ett släkte av fiskar. Neblinichthys ingår i familjen Loricariidae.
Kladogram enligt Catalogue of Life:
| Neblinichthys | \| \| Neblinichthys brevibracchium \| \| \| \| \| \| Neblinichthys echinasus \| \| \| \| \| \| Neblinichthys pilosus \| \| \| \| \| \| Neblinichthys roraima \| \| \| \| \| \| Neblinichthys yaravi \| \| \| \| |
|               | \| \| Neblinichthys brevibracchium \| \| \| \| \| \| Neblinichthys echinasus \| \| \| \| \| \| Neblinichthys pilosus \| \| \| \| \| \| Neblinichthys roraima \| \| \| \| \| \| Neblinichthys yaravi \| \| \| \| |
|               | Neblinichthys brevibracchium |
|               | |
|               | Neblinichthys echinasus |
|               | |
|               | Neblinichthys pilosus |
|               | |
|               | Neblinichthys roraima |
|               | |
|               | Neblinichthys yaravi |
|               | |